# Murdoch nyomozó rejtélyei
A Murdoch nyomozó rejtélyei (eredeti cím: Murdoch Mysteries) kanadai televíziós sorozat, melyet 2008-ban mutattak be Yannick Bisson,  Hélène Joy, Thomas Craig és Jonny Harriss főszereplésével. A sorozat alapjául Maureen Jennings Detective Murdoch-regényeinek szereplői szolgáltak. A történet főszereplője Murdoch nyomozó, aki tudományos módszerekkel igyekszik rejtélyes gyilkosságokat megoldani a 19. század végén, és a 20. század elején Kanadában.

## Cselekmény
A sorozat Torontóban játszódik, 1895-től kezdődően, főszereplője William Murdoch nyomozó (Yannick Bisson), a torontói rendőrség tagja, aki olyan módszerekkel oldja meg a a bűneseteket, melyek abban a korban merőben szokatlanok voltak. Ilyen például az ujjlenyomat-azonosítás, a vérteszt, a megfigyelés vagy a bűnügyi nyomtan.
Egyes epizódokban Murdoch olyan prototípus eszközöket alkot a korabeli technológia segítségével, melyeket a 21. századi nézők is felismernek. Az egyik epizódban például megalkot egy primitív szonárt egy elsüllyedt hajó megtalálásához. Egy másikban megkér egy külföldi rendőrt, hogy távíró segítségével küldjön át neki egy fényképet, méghozzá úgy, hogy a fényképre fektetett rácson minden színt számokkal jelölnek, és ezt a számadatot küldje el neki. Lényegében a külföldi rendőr egy bitmap képet küldött át (fax).
Murdochot három másik szereplő segíti: Thomas Brackenreid felügyelő (Thomas Craig), Julia Ogden orvosnő, patológus (Hélène Joy) és a zöldfülű közrendőr, George Crabtree (Jonny Harris). Brackenreid szkeptikus és szókimondó felügyelő, aki a hagyományos nyomozást részesíti előnyben, de általában büszke Murdoch eredményeire. Crabtree sokszor nem érti a tudományos nyomozási módszereket, de nagyon lelkes, jó segítője a nyomozónak. Dr. Ogden kiváló patológus, akinek éleslátása és tudása nagy segítséget jelent Murdochnak a nyomozásban. Murdock és Dr. Ogden vonzódnak egymáshoz, ám a nyomozó nehezen fejezi ki az érzéseit. Az 5. évadban Dr. Ogden feleségül megy egy kollégájához, ekkor új patológus érkezik a történetbe Emily Grace (Georgina Reilly) személyében.
Gyakran bukkannak fel valós személyek is a történetben, például Arthur Conan Doyle, H. G. Wells, Nikola Tesla, Henry Ford, Jack London, Winston Churchill, Mark Twain, Alexander Graham Bell, Howard Phillips Lovecraft, William McKinley, Thomas Alva Edison, Lucy Maud Montgomery, Theodore Roosewelt, Harry Houdini (Weisz Erik), Sir Wilfrid Laurie, Helen Keller.
A sorozatban többször is szerepelnek magyar vagy magyar származású személyek. A 15. évad 13. részében Sigmund Freud segítőjeként szerepel Dr. Ferenczi, aki szintén valós személyt alakít. 
Olyan kérdésekkel is gyakran foglalkozik a sorozat, mint a nőjogi kérdések (választójog, fogamzásgátlás, abortuszhoz való jog), vallási vagy épp faji diszkrimináció.

## Szereposztás
| Szereplő                     | Színész         | Magyar hang                                                                             |
| ---------------------------- | --------------- | --------------------------------------------------------------------------------------- |
| William Murdoch nyomozó      | Yannick Bisson  | Kőszegi Ákos                                                                            |
| Thomas Brackenreid felügyelő | Thomas Craig    | Rosta Sándor                                                                            |
| Dr. Julia Ogden              | Hélène Joy      | Orosz Anna                                                                              |
| George Crabtree közrendőr    | Jonny Harris    | Bartucz Attila (1–10. évad) Kovács Lehel (11.-17. évad) Karácsonyi Zoltán (18. évadtól) |
| Henry Higgins közrendőr      | Lachlan Murdoch |                                                                                         |
| Dr. Emily Grace              | Georgina Reilly | Madarász Éva                                                                            |
| Rebecca James                | Mouna Traoré    |                                                                                         |